# Do It (Nelly-Furtado-Lied)
Do It (englisch für „Mach’ es“) ist ein Lied der portugiesisch-kanadischen Popsängerin Nelly Furtado, das im Juni 2006 erschien.

## Entstehung und Veröffentlichung
Das Lied wurde von der Interpretin selbst, zusammen mit den Koautoren Nate Hills (Danja) und Timothy Mosley (Timbaland), geschrieben. Letztere beide zeichneten zudem auch für die Produktion verantwortlich.
Die Erstveröffentlichung von Do It erfolgte am 7. Juni 2006 bei Geffen Records, als Teil von Furtados dritten Studioalbum Loose. Am 7. September 2007 erschien das Lied als sechste Singleauskopplung aus dem Album. Diese erschien unter anderem als 2-Track-CD-Single, die eine Duettversion mit der US-amerikanischen Rapperin Missy Elliott als B-Seite enthalt (Katalognummer: 06025 17463073), oder auch als CD-Maxi-Single mit einem Remix, dem dazugehörigen Musikvideo und einem Remix zu All Good Things (Come to an End) (Katalognummer: 06025 1746308).

## Inhalt
Inhaltlich handelt das Lied davon, die Nacht zu genießen und sich frei zu fühlen, ohne sich Sorgen zu machen, was andere denken, man solle einfach machen.

## Musikvideo
Das dazugehörige Musikvideo entstand unter der Regie von Aaron A. und Nelly Furtado selbst. Es wird im Musikvideo gezeigt, wie Nelly Furtado mit anderen Frauen ihres Alters in einem Club tanzt und Spaß hat, was die Botschaft des Liedes unterstreicht. Bis Juni 2025 zählte es über 20 Millionen Aufrufe auf der Videoplattform YouTube.

## Chartplatzierungen
| ChartsChartplatzierungen       | Höchstplatzierung | Wochen |
| ------------------------------ | ----------------- | ------ |
| Deutschland (GfK)              | 22 (9 Wo.)        | 9      |
| Österreich (Ö3)                | 45 (6 Wo.)        | 6      |
| Schweiz (IFPI)                 | 30 (7 Wo.)        | 7      |
| Vereinigte Staaten (Billboard) | 88 (1 Wo.)        | 1      |
| Vereinigtes Königreich (OCC)   | 75 (4 Wo.)        | 4      |